# 早坂高原線

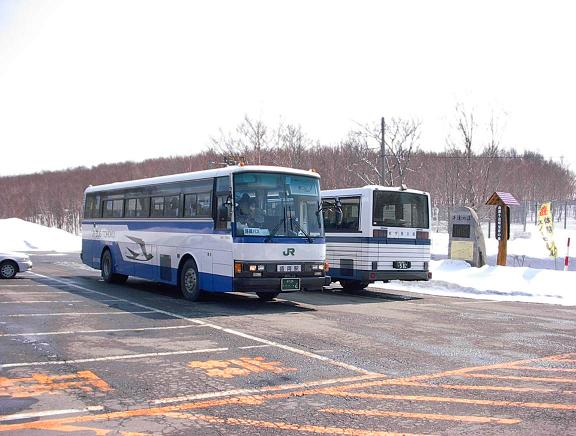
早坂高原にて、岩手県交通と共同運行の頃（2003年4月）

早坂高原線（はやさかこうげんせん）は、岩手県盛岡市と、同県下閉伊郡岩泉町を結ぶ、JRバス東北が運行する自動車路線である。
ほぼ国道455号を通る。かつては急行龍泉号を名乗り、急行料金を徴収していた。2004年まで岩手県交通と共同運行していた。
盛岡 - 岩泉中学校前間が早坂高原本線、岩泉中学校前 - 龍泉洞前間が安家本線となるが、運行は盛岡 - 龍泉洞前で早坂高原線としており、まとめて記載する。

## 歴史
- 1953年（昭和28年）11月28日 - 岩泉線（自動車線）の支線として、名目入 - 権現間 (12km) 開業。
- 1957年（昭和32年）10月15日 - 国鉄自動車路線名称（昭和24年日本国有鉄道公示第31号）の一部改正により、沼宮内線に編入、権現線として独立。
- 1965年（昭和40年） - 国鉄バス、岩手中央バス、岩手県北バスが路線申請。結果は岩手県北バスが当時の本社所在地であった岩泉町に路線がなかったことから敗れた。
- 1967年（昭和42年）8月1日 - 権現 - 大通二丁目間 (64.8km) 延伸し早坂高原線と改称、国鉄バスと岩手中央バスの2社で運行開始。
- 1972年（昭和47年）2月6日 - 国鉄自動車路線名称の一部改正により早坂高原本線に改称。上岩泉 - 岩泉駅前間の支線開業及び停車場改称並びに廃止。
- 1974年（昭和49年）
  - 11月22日 - 大通二丁目 - 金刀比羅前間を廃止。起点を盛岡に変更し盛岡 - 大通三丁目 - 金刀比羅前間開業。
  - 12月11日 - 家畜保健所前駅、下坪駅に改称。
- 1976年（昭和51年）6月1日 - 岩手中央バスが合併により岩手県交通となる。
- 1987年（昭和62年）4月1日 - 国鉄民営化により、東日本旅客鉄道（JR東日本）東北自動車部となる。
- 1988年（昭和63年）4月1日 - JR東日本バス事業分社化により、JRバス東北となる。
- 2003年（平成15年）4月1日 - JRバス岩泉営業所廃止に伴い、運行営業所が盛岡支店になる。全便通年龍泉洞行となる[1]。岩泉営業所前を岩泉三本松に改称。
- 2004年（平成16年）4月1日 - 岩手県交通撤退、JRバス単独運行となる。
- 2007年（平成19年）10月9日 - 盛岡市内と早坂トンネル開通で経路変更（大通三丁目・本町通三丁目・早坂高原の3カ所への停車を廃止、開運橋・菜園川徳前・盛岡城跡公園・岩手医大前の4カ所を新設）、および末崎、三田貝（道の駅三田貝分校に改称）停留所を移設。
- 2009年（平成21年）12月1日 - 岩泉町内で路線変更（岩泉三本松への停車廃止。前後の岩泉病院前 - 森の越間を、国道455号線経由でショートカット）。
- 2019年（令和元年）10月1日 - 岩手医大前停留所を医大内丸メディカルセンター前停留所へ改称。
- 2022年（令和4年）
  - 2月1日 - 外山学校前を薮川地区公民館前に、薮川支所前を薮川郵便局前に、亀橋分校前を亀橋に、小川小学校を袰綿関谷にそれぞれ停留所名改称。
  - 3月12日 - 岩手県北バスの地域連携ICカード「iGUCA」を導入した同時に、交通系ICカード全国相互利用サービスによるICカードの利用が可能となる[2][3]。

## 運行経路
盛岡駅（東口1番のりば） - 菜園川徳前 - 医大内丸メディカルセンター前 - 庄ヶ畑 - 岩洞湖 - 道の駅三田貝分校 - 岩泉病院前 - 龍泉洞前

## 運行回数
- 1日4往復。
  - 以前は夏季6往復、冬季3往復だったが、現在は通年4往復。
  - かつては冬期間は運休していた。

## その他

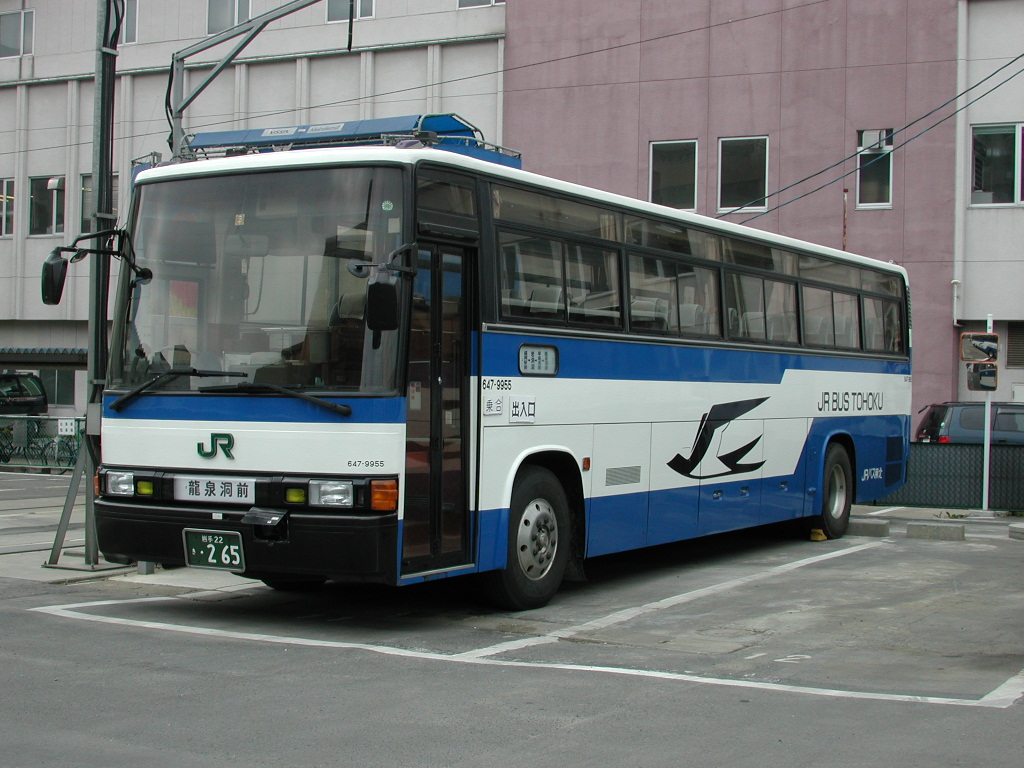
早坂高原線に使用される車両

- 前乗り前降り。高速バス仕様の車両で運行する。
- 岩手県北バスの「iGUCA」の他にも、岩手県交通の「Iwate Green Pass」などの交通系ICカード全国相互利用サービスによるICカードの利用ができる。
- 「iGUCA」による利用に関しては、ストアードフェアを利用した場合、岩手県北バスが運行する競合路線（八幡平・沼宮内方面並びに好摩直通線）を利用した場合と同様に乗車1回ごとに区間運賃の3%相当の交通ポイントが付与され、両社間で交通ポイントの共通利用が可能[4]。106急行バスや岩手県北バスの一般路線と早坂高原線を「iGUCA」で乗り継ぐ場合、早坂高原線と岩手県北バスの路線との乗継割引は適用されない。
- 「iGUCA」（記名式のみ）、「Iwate Green Pass」などの他の地域連携ICカード（記名式のみ）、「My Suica」、「モバイルSuica」によるオートチャージが利用可能[5]。岩手県北バスが運行する競合路線（八幡平・沼宮内方面並びに好摩直通線）でもオートチャージは利用可能である。
- 早坂高原線用「iGUCA」定期券は、岩手県北バス盛岡駅前案内所で発売する。早坂高原線用「iGUCA」定期券で利用する場合は交通ポイントは付与されない。岩手県北バス用「iGUCA」定期券で早坂高原線を利用する場合はストアードフェアでの利用となり、交通ポイントが付与される。
  - JRバス盛岡駅では窓口が閉鎖され、自動券売機のみのため「iGUCA」発売等の取扱いは行わない。
  - 岩手県北バス盛岡バスセンター乗車券売り場（2022年10月にプラザおでってより移転。当路線では「盛岡城址公園」「医大内丸メディカルセンター」両停留所が最寄り）では当路線の定期券は発売しない[2][3]。
- JRバス東北特殊回数券の利用ができる（セット回数券の販売は2008年5月31日限りで終了）。
- JRグループが発売する企画乗車券による乗車は、ジャパンレールパスとJR East Passのみ利用可能[6]。いわてホリデーパスでは乗車できない（二升石 - 岩泉橋で競合する東日本交通岩泉茂市線はいわてホリデーパスでの乗車が可能）。
- 上下便共に道の駅三田貝分校で5分、休憩を取る。
  - 2007年10月8日まで、早坂トンネル（早坂峠道路）開通前は早坂高原を経由して、そこを休憩地としていた。
- 現在は国土交通省と岩手県の補助金を受けている[7]。車内および停留所に、国庫および自治体補助路線であることを表記している。
- 盛岡発午後、岩泉発午前の各2便は岩泉滞泊行路となっていて、龍泉洞前到着後、岩泉消防署まで回送し旧岩泉駅の乗務員宿泊所で滞泊する。
  - うち1往復は高速バス仙台 - 弘前線「キャッスル号」と組み合わせた乗務員行路になっていた。2022年3月現在では白樺号と組み合わせた行路になっている。